# Alceo Ercolani
Alceo Ercolani (Bomarzo, 28 febbraio 1899 – Bomarzo, 31 luglio 1968) è stato un politico e militare italiano.

## Biografia
Nato nel 1899 a Bomarzo in una famiglia di imprenditori agricoli, combatté nella prima guerra mondiale arruolandosi volontario nell'esercito nel luglio 1916. Dopo la guerra venne inviato in Libia e poi in Albania, prima di essere congedato nel 1920. Entrò in seguito nelle truppe coloniali e dal 1928 al 1933 fu in Somalia; prese poi parte alla guerra d'Etiopia, comandando un reparto di nativi. Combatté nella guerra civile spagnola tra il 1938 e il 1939.
Molto attivo a livello politico, aveva aderito al Partito Nazionale Fascista nel 1921 ed era stato fondatore del fascio di Bomarzo e ispettore della Gioventù Italiana del Littorio a Roma. Il 28 marzo 1940 Benito Mussolini lo nominò consigliere nazionale alla Camera dei fasci e delle corporazioni, che era andata a sostituire la Camera dei deputati. Dall'aprile 1940 al maggio 1941 fu segretario federale del partito a Treviso.
Nell'autunno 1941 prese parte alla campagna di Russia in qualità di maggiore del 3º Reggimento Bersaglieri. Rimpatriato l'anno successivo per motivi di salute, venne decorato con la medaglia d'argento al valor militare. Fu poi segretario federale di Rieti (aprile-maggio 1943) e di Cosenza (maggio-luglio 1943). Destinato a Busto Arsizio dopo la caduta del fascismo per comandare il 25º Battaglione Bersaglieri, abbandonò la truppa l'8 settembre alla notizia dell'armistizio di Cassibile e raggiunse Roma, dove aderì al Partito Fascista Repubblicano.
Il 26 settembre 1943 divenne commissario federale del fascio repubblicano di Grosseto e il mese successivo fu nominato Capo della Provincia e quindi prefetto di Grosseto. Durante la sua permanenza in Maremma si impegnò celermente e metodicamente alla persecuzione degli ebrei della provincia, organizzandone la deportazione e il sequestro dei beni. Il 28 novembre 1943 fece entrare in funzione un campo di concentramento a Roccatederighi, all'interno della struttura del seminario vescovile, ceduto in affitto dal vescovo Paolo Galeazzi.
Il 25 ottobre 1943 ordinò un rastrellamento nella zona di Santa Fiora, sul monte Amiata, allo scopo di catturare alcuni prigionieri di guerra britannici evasi, che si concluse con cinque arresti e l'uccisione del colono Pietro Nuti, accusato di nascondere il nemico. Il 29 novembre, a causa dei frequenti bombardamenti alleati su Grosseto, ordinò il trasferimento degli uffici della prefettura presso la tenuta Monteverdi di Paganico.
In seguito al decreto del febbraio 1944, che prevedeva la pena di morte per i renitenti e i disertori, Ercolani iniziò uno zelante opera di repressione contro coloro che non si erano presentati alla chiamata alle armi della Repubblica Sociale Italiana e per le famiglie che prestevano loro assistenza e rifugio. A partire dal 2 marzo intensificò le operazioni di rastrellamento, condotte dalla Guardia Nazionale Repubblicana sotto il comando di Ennio Barberini, concentrandosi in particolare nell'area sud-orientale della provincia. Una delle operazioni più note fu quella di Monte Bottigli, che venne organizzata da Ercolani stesso, in collaborazione con il vice-questore Liberale Scotti e il federale Silio Monti: la notte tra il 21 e il 22 marzo undici giovani furono catturati e condannati a morte con processo sommario presso la scuola rurale di Maiano Lavacchio. L'evento sarà ricordato come eccidio di Maiano Lavacchio e le vittime con il nome di "martiri d'Istia", in quanto provenienti in buona parte da Istia d'Ombrone. Ercolani espresse soddisfazione per la riuscita dell'operazione, ma la notizia dell'eccidio alimentò i malumori in città portando indignazione tra la popolazione e anche tra gli stessi fascisti. Il 26 aprile 1944, all'assemblea del fascio repubblicano di Grosseto, l'operato di Ercolani fu aspramente criticato da alcuni tesserati, che giudicarono la strage come un suicidio politico.
L'8 giugno 1944 abbandonò Grosseto, ormai prossima alla liberazione da parte degli Alleati, e riparò a Bardolino, in Veneto, dove fu raggiunto pochi giorni dopo da quello che restava della milizia repubblicana grossetana. Nei primi di luglio fu nominato presidente dell'Ente nazionale per l'assistenza ai profughi e la tutela degli interessi delle province invase (ENAP) della RSI, con sede a Milano, incarico che resse fino alla fine della guerra.
Arrestato, Ercolani fu condannato a trent'anni di reclusione dalla Corte d'assise di Grosseto. Dopo il ricorso alla Corte suprema di cassazione, una nuova sentenza della Corte d'assise di Perugia, pronunciata nel febbraio 1949, ridusse la pena a 21 anni. Fu scarcerato il 19 maggio 1950, beneficiando della condizionale.
Rientrato nella natia Bomarzo, vi morì il 31 luglio 1968.